# Скаухиган
Скаухиган (англ. Skowhegan) — небольшой город (таун) в округе Сомерсет, штат Мэн, США. Является административным центром округа. Согласно данным переписи населения США 2010 года, население города составляет 8589 человек.

## История
До прихода европейцев территория округа была населена представителями индейского племени абенаков. Первыми европейскими поселенцами, прибывшими в эти места в 1772 году, были Джозеф Уэстон и члены его семьи. 29 сентября 1775 года через посёлок прошла армия генерала Бенедикта Арнольда, направлявшаяся в Квебек в рамках вторжения сил Тринадцати колоний в Канаду.

Поселение получило самоуправление 5 февраля 1823 года под названием Милбёрн (Milburn), а своё современное название — в 1836 году.
В 1856 году в городе была построена станция железнодорожной ветки Сомерсет-Кеннебек. В 1871 году Скаухиган был провозглашён административным центром округа Сомерсет.
В конце XIX — начале XX века основу экономики города составляли предприятия текстильной и обувной отраслей промышленности. В 1976 году в Скаухигане открыта бумажная фабрика.

## География
Город находится в южной части штата, на берегах реки Кеннебек, на расстоянии приблизительно 43 километров к северо-северо-востоку (NNE) от Огасты, административного центра штата. Абсолютная высота — 60 метров над уровнем моря.

Согласно данным бюро переписи населения США, площадь территории города составляет 156,62 км², из которых, 152,42 км² приходится на сушу и 4,2 км² (то есть 2,68 %) на водную поверхность.

Климат Скаухигана влажный континентальный (Dfb в классификации климатов Кёппена), с морозной, снежной зимой и теплым летом.

## Демография
По данным переписи населения 2010 года в Скаухигане проживало 8589 человек (4054 мужчины и 4535 женщин), 2258 семей, насчитывалось 3765 домашних хозяйств и 4234 единицы жилого фонда. Средняя плотность населения составляла около 56,4 человека на один квадратный километр.

Расовый состав города по данным переписи распределился следующим образом: 96,95 % — белые, 0,36 % — афроамериканцы, 0,41 % — коренные жители США, 0,69 % — азиаты, 0,01 % — жители Гавайев или Океании, 0,08 % — представители других рас, 1,5 % — две и более расы. Число испаноязычных жителей любых рас составило 0,51 %.

Из 3765 домашних хозяйств в 28,5 % — воспитывали детей в возрасте до 18 лет, 41 % представляли собой совместно проживающие супружеские пары, в 13,9 % семей женщины проживали без мужей, в 5 % семей мужчины проживали без жён, 40 % не имели семьи. 32,2 % от общего числа семей на момент переписи жили самостоятельно, при этом 14,5 % составили одинокие пожилые люди в возрасте 65 лет и старше. Средний размер домашнего хозяйства составил 2,25 человека, а средний размер семьи — 2,8 человека.

Население города по возрастному диапазону по данным переписи 2010 года распределилось следующим образом: 22,1 % — жители младше 18 лет, 8,1 % — между 18 и 24 годами, 24 % — от 25 до 44 лет, 28,2 % — от 45 до 64 лет и 17,6 % — в возрасте 65 лет и старше. Средний возраст жителей составил 42,2 года.